# مهری

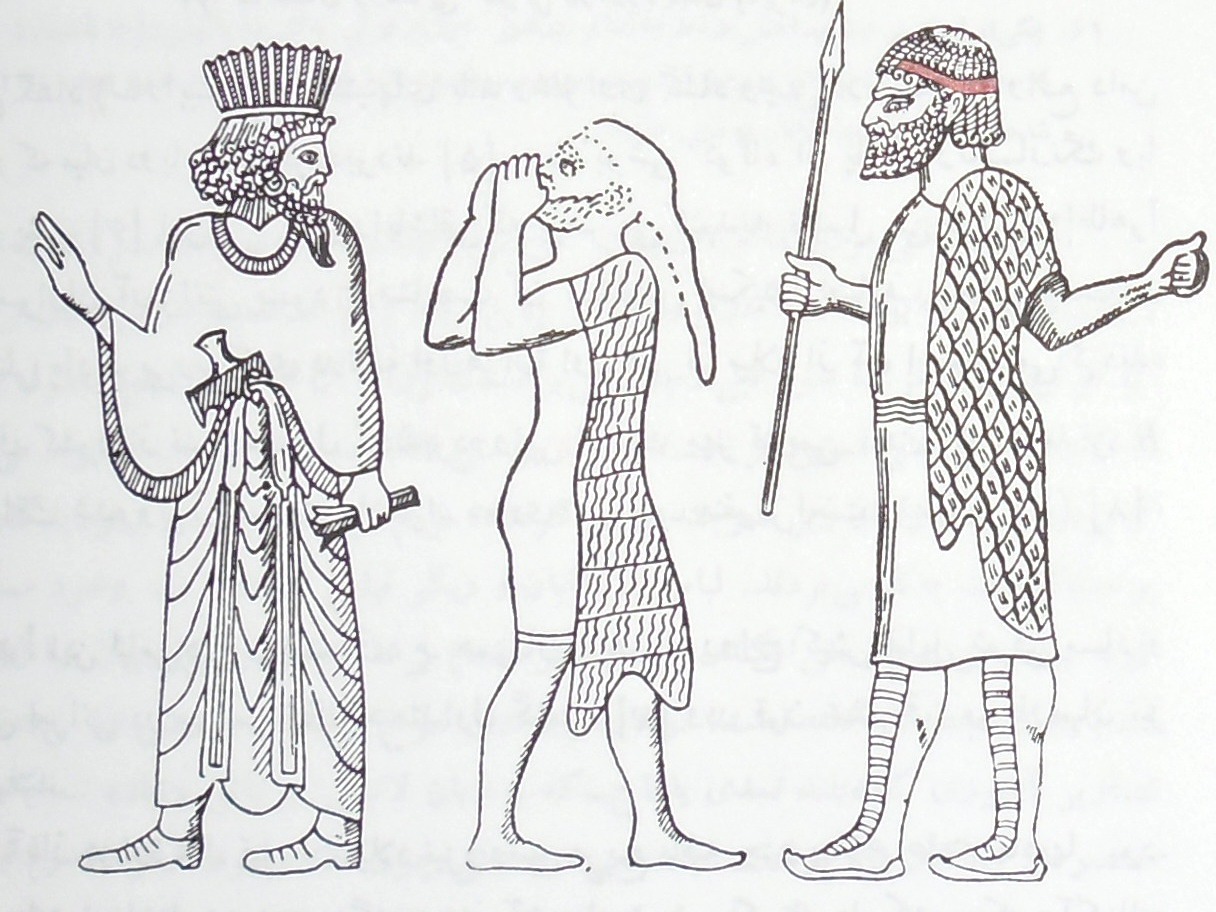
مردمان سرزمین ماد پیش از پادشاهی

مهری ( Mexranu ) سومین عنصر قومی که به تقریب در  کشور پادشاهی ماد مسکن داشت مهرانیان بوده‌اند. در کتیبه‌های توکولتی نینورتای یکم از کشور مهری یاد شده است . بعدها در قرن هفتم پیش از میلاد گفته شده است که بخشی از مردم ماد به زبان مهرانی سخن می‌گفتند . ناحیهٔ جنوب‌غربی را عناصر قومی کاسی اشغال کرده بودند و محتملا ساکنان حاشیهٔ کرانهٔ دریای کاسپین  به گروه قومی کاسپی و ایلامی منتسب بودند.

## سومین گروه قومی  ماد و ماننا
ترکیب قومی یا اصل و تبار مردم ماد - لااقل بخش غربی آن سرزمین یعنی ماننا در آن زمان - به قدر کفاف روشن است. با اینکه ممکن است بعضی از اصطلاحات و نام‌های قومی دستخوش دگرگونی شده باشد ولی دلیلی برای نقل و انتقال‌های مهم توده‌های یک قوم و تبار از نقطه‌ای به نقطهٔ دیگر در دست نیست و بدین سبب می‌توان گفت که ترکیب قومی مردم ماد و ماننا بر روی هم از هزارهٔ سوم تا آغاز هزارهٔ اول پ.م بلاتغییر بوده است. مردم سراسر این ناحیه از دریاچه ارومیه گرفته تا بخش علیای رود دیاله از قوم کوتی و لولوبی بودند، لولوبیان در نقاط غربی‌تر و کوتیان در نواحی شرقی‌تر مسکن داشتند. گمان می‌رود سومین گروه قومی مهرانیان باشند.
سرانجام ممکن است که در بعضی نواحی مجاور دریاچه ارومیه به خصوص در مغرب و شمال آن و همچنین در برخی درّه‌های غربی زاگرس عناصر قومی هوریانی زندگی کرده باشند. با اینکه اشارهٔ مستقیمی در مدارک هزارهٔ سوم و دوم پ.م به عنصر قومی هوری در اراضی ماد آینده نشده است تشبثاتی به عمل آمد تا برخی اسامی خاص هزارهٔ اول پ.م مربوط به پیرامون دریاچه ارومیه از هوری مشتق شمردند . گذشته از این ماتیانیان که نویسندگان عهد عتیق دریاچه ارومیه را به نام ایشان دریاچه ماتیان یا مانیان خوانده‌اند محتملا هوری بودند.
البته مشابهت الفاظ به تنهایی دلیل نیست ولی یک سلسله نظرات دیگر ما را وا می‌دارد ماتانیان و هوریان را یکی بدانیم. با وجود این احوال چون منابع آشوری با صراحت اشاره می‌کنند که جلگهٔ جنوبی مجاور دریاچه ارومیه جزو کشور لولوبی زاموآ بوده و با در نظر گرفتن اینکه لولوبیان از لحاظ قومی با قبایل هوریان و اورارتوییان بالکل متفاوت بوده‌اند، باید اندیشید که ماتانیان (هوری) فقط در سواحل غربی و شمالی دریاچه ارومیه ساکن بودند.

## تجاوزات آشوریان به کشور مهری
آداد نراری دوم در پایان قرن دهم پ.م حمله‌ای به کشور مهری که در نزدیکی کرانه‌های غربی دریاچه ارومیه بود، داشته است . اسرحدون در جنگ با خشتریته در اظهاریه‌ای مبهم می‌گوید: من کشو بارناکا، دشمن محتال و ساکنان تیلاشوری که نامشان در دهان مردم مخرانو است پایمال کردم. این اصطلاح به شهر یا کشور تعبیر می‌شود و از قرن نهم تا هفتم پ.م جز در این مورد دیده نشده است. ولی از مقابله با متن توکولتی نینورتای یکم و متون تیگلت پیلسر یکم  و آداد نراری دوم  می‌توان چنین نتیجه گرفت که مهری یا مهرانو معرف بخشی از مردم محلی ماد غربی ( ماننا ) بوده است.

## کیش و زبان مهرانی
اصطلاح مهر یکی از واژه‌های کهن و شاید مقدس در میان ایرانیان بود و همانطور که آشکار است کیش مهر پرستی منسوب به فریدون پادشاه افسانه‌ای ایران در شاهنامه است. این کیش که تن‌پروری و راحت طلبی از خصائص آن است مترداف و همزاد آیین میترائیسم در متون یونانی بوده و شاهنامه راجع به کیش  فریدون چنین می‌گوید:
| پرستیدن مهرگـان دیـن اوست      |  | تن آسانی و خوردن آیین اوست   |
| اگر یادگـــارست ازو مـــاه مهر |  | بکوش و به رنج ایچ منمـای چهر |

با توجه به متون شاهنامه فریدون بانی کیش و سلطنت مِهر در ایران بود. البته تاریخ نگاران به استناد منابع نقلی و مکتوب، بنیان پادشاهی در ایران را به دیاکوی مادی نسبت می‌دهند اما فریدون از پادشاهان  متقدمتر از دیاکو بوده که  کیش مهرگان را بر گزیده بود. با این توصیف اصطلاح مهری باید در میان ایرانیان شناخته شده باشد.